# RCO Agde
RCO Agde (tiếng Pháp: Racing Club Olympique Agathois) là một câu lạc bộ bóng đá Pháp. Câu lạc bộ có trụ sở tại Stade Louis Sanguin 3500 ở Agde.
RCO Agde được thành lập vào năm 1999 từ sự hợp nhất của Racing Club Agathois (thành lập năm 1904) và Football Olympique Agathois. Kể từ mùa giải 2018-19, đội bóng cao cấp của câu lạc bộ chơi ở Championnat National 3. Màu câu lạc bộ là đỏ và đen.

## Danh hiệu
- Vô địch DH Languedoc Group: 1991
- Á quân DH Mediterranean Group: 1950, 1972

## liên kết ngoài
- Website chính thức (tiếng Pháp)
- Hồ sơ câu lạc bộ RCO Agde tại Footballdatabase.eu
- Hồ sơ câu lạc bộ RCO Agde tại Foot-national.com